# Брунони

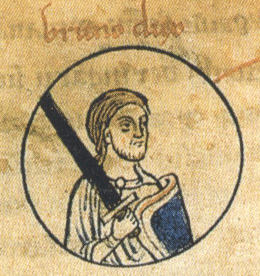
Бруно І — родоначальник династії

Брунони (нім. Brunonen) — німецька династія, яка має родичів з Саксонської і Салічної династій, які були імператорами Священної Римської імперії. 
Представники династії були графи Брауншвейга, Нордтюрінгау і Дерлінгау, а також маркграфи Фрісландії і Мейсена. Родові володіння Брунонів перебували в Остфаліі (в районі Брауншвейга ), пізніше вони успадкували ще й володінні Середньої Фрісландії і Мейсенської марки.
Назву династія отримала на ім'я свого родоначальника — Бруно I (бл. 975/985 – бл. 1010/1011), графа в Дерлінгау і Нордтюрінггау, а також Бруно (бл. 830/840 – 2 лютого 880), герцога Саксонії з 866 року, якого традиційно вважали предком Бруно I. Відповідно Брунон вважався однією з гілок Людольфінгів, що дало їм привід після смерті імператора Оттона III претендувати на трон. Саме герцог Бруно, згідно з легендою, заснував місто Брауншвейг, що став центром володінь Брунонів.
Однак точно простежити походження Брунон до передбачуваного родоначальника на підставі наявних первинних джерел неможливо, хоча на користь спорідненості з Людольфінгами говорять і ономастичні дані. У герцога Бруно ніяких дітей не згадується. В 942 році згадується граф Людольф, який мав володіння в Дерлінгау, де знаходилися родові землі Брунонів. Передбачається, що Людольф міг бути онуком герцога Бруно. Можливо сином Людольфа був Бруно, який згадується в 965 році як граф в Дерлінгау, також у нього згадується син Людольф (пом. 993). При цьому вони займали становище вище, ніж могутній маркграф Геро I Залізний. Також сином графа Бруно ймовірно був Бруно, що одружився з Хільдесвіндою, дочкою графа Віхмана III з династії Біллунгів. І його сином міг бути Бруно I.